# Fraxern
Fraxern est une commune autrichienne du district de Feldkirch dans le Vorarlberg.

Fraxern est célèbre pour ses cerises et ses schnaps à la cerise.